# Myxicola sulcata
Myxicola sulcata är en ringmaskart som beskrevs av Ehlers 1912. Myxicola sulcata ingår i släktet Myxicola och familjen Sabellidae. Inga underarter finns listade i Catalogue of Life.